# Jovito Araújo

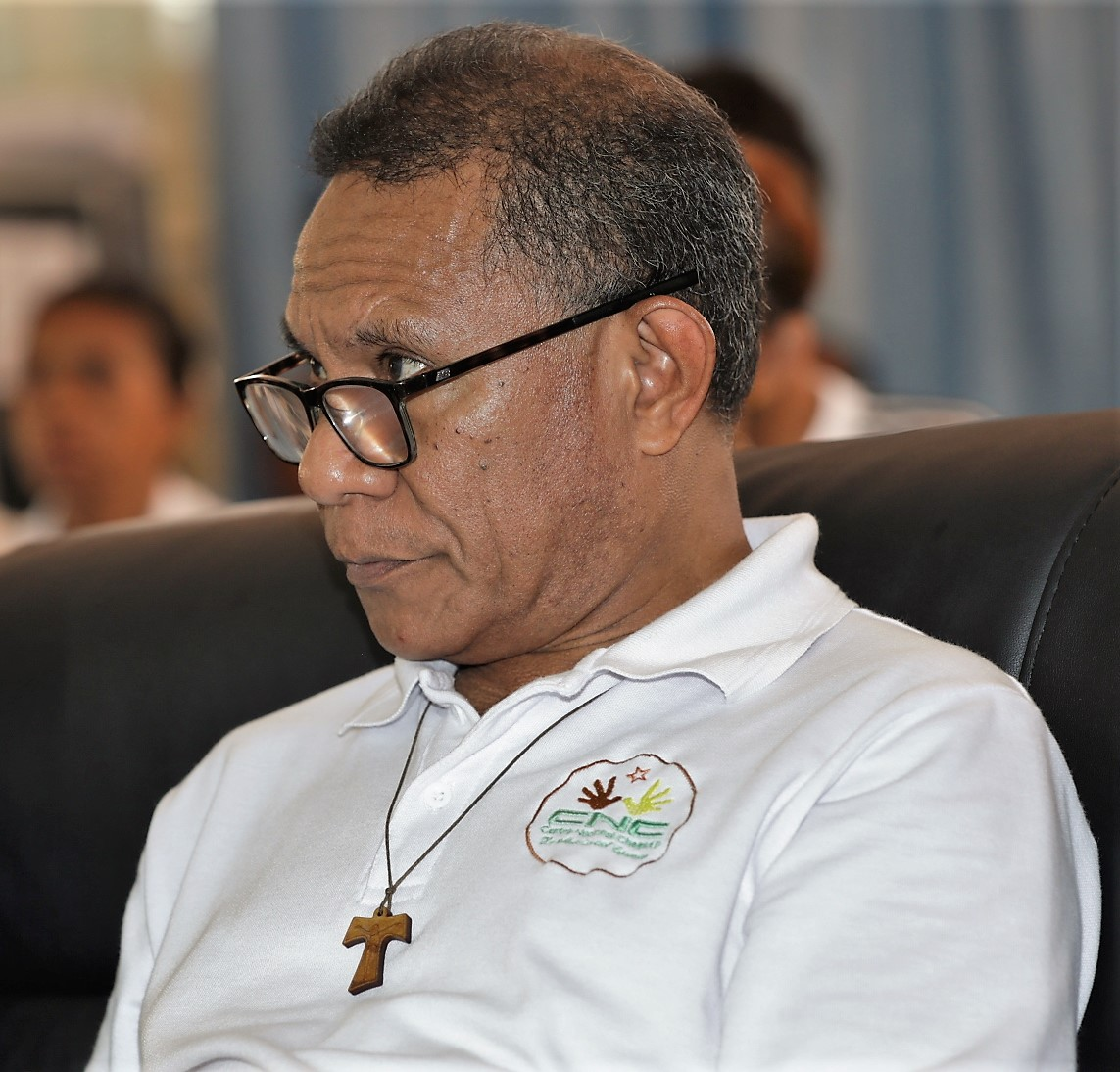
Jovito Araújo (2020)

Jovito do Rêgo de Jesus Araújo (* 23. Mai 1963 in Hatulia, Ermera, Portugiesisch-Timor), Kampfname Tatabei (TTB), ist ein römisch-katholischer Priester aus Osttimor.

## Werdegang
Ab 1987 war Araújo Mitglied der RENETIL, der studentischen Unabhängigkeitsbewegung Osttimors.
Araújo wurde im November 1996 zum Priester geweiht und arbeitete in Dili und Aileu, unter anderem in der Kirche Santo António de Motael. Von 1999 bis 2002 war er Präsident der Kommission der Katholischen Jugend der Diözese Dili. Ab 2002 war Araújo der stellvertretende Vorsitzende der Empfangs-, Wahrheits- und Versöhnungskommission CAVR, die im Auftrag der Vereinten Nationen die Menschenrechtsverletzungen in Osttimor zwischen April 1974 und Oktober 1999 untersuchen sollte. Der abschließende Bericht wurde 2005 vorgelegt.
Ab September 2005 führte Araújo seine Bibelstudien an der Päpstlichen Universität Gregoriana in Rom weiter, wo er einen Mastertitel erhielt. Danach arbeitete er als bischöflicher Vikar im Erzbistum Dili. 2017 wurde Araújo in das Direktorium des Centro Nacional Chega! (CNC) berufen. 2020 wurde er für eine weitere Amtszeit bis 2023 vereidigt.

## Auszeichnungen
Für seine Verdienste in der Unabhängigkeitsbewegung erhielt Araújo 2016 die Medal des Ordem de Timor-Leste.